# Oxbow (Saskatchewan)
Oxbow – miasto leżące w południowo-wschodniej części prowincji Saskatchewan w Kanadzie.
- Powierzchnia: 3.10 km²
- Ludność: 1 139 (2006)